# (4511) Rembrandt
(4511) Rembrandt est un astéroïde de la ceinture principale.

## Description
(4511) Rembrandt est un astéroïde de la ceinture principale. Il fut découvert par Hendrik van Gent le 28 septembre 1935 à Johannesbourg (OU). Il présente une orbite caractérisée par un demi-grand axe de 2,4 UA, une excentricité de 0,25 et une inclinaison de 22,74° par rapport à l'écliptique.
Il fut nommé en hommage au peintre néerlandais Rembrandt 1606-1669).

## Compléments